# Corynoptera tridentata
Corynoptera tridentata är en tvåvingeart som beskrevs av Nicolae Hondru 1968. Corynoptera tridentata ingår i släktet Corynoptera och familjen sorgmyggor.
Artens utbredningsområde är Rumänien. Inga underarter finns listade i Catalogue of Life.